# Juventus Esporte Clube
El Juventus Esporte Clube es un equipo de fútbol de la ciudad de Macapá, capital del estado de Amapá, Brasil.

## Palmarés
- Campeonato Amapaense: 3 (1964, 1966, 1967).[2]